# Balintus tityrus
Balintus tityrus is een vlinder uit de familie van de Lycaenidae. De wetenschappelijke naam van de soort werd als Pseudolycaena tityrus in 1865 gepubliceerd door Felder & Felder.